# Frankenstrat
La Frankenstrat (mot-valise issu de « Frankenstein » et de « Stratocaster ») est une guitare créée par Eddie Van Halen, un des guitaristes les plus réputés. Il existe plusieurs versions de la Frankenstrat entre 1978 et 1982.
Le Frankenstrat est une guitare hybride, composée de différents morceaux issus de différentes guitares.

## La Frankenstrat V1
La première version de la Frankenstrat est née en 1974. Elle est selon son créateur un concentré des caractéristiques de la Fender Stratocaster (vibrato, manche, forme du corps, etc.) et du son Gibson.
En effet, le tout premier Pickup de la Frankenstrat est le fameux PAF qu'Eddie avait récupéré sur sa vieille Gibson ES-335, démonté, rebobiné et plongé dans un bain de paraffine liquide afin de le rendre moins sensible à l'effet Larsen. Cette guitare est équipée des pièces suivantes :
- un micro Humbucker PAF « custom » placé en position chevalet ;
- un vibrato six points « vintage » Fender ;
- un corps de type Stratocaster en frêne des marais qui selon la légende aurait été mis au rebuts à cause d'un nœud dans ce corps ;
- un manche aux dimensions dites CBS en érable, sans finition (pas de vernis).

Eddie avait posé un autocollant Gibson sur la tête du premier manche. Cette guitare ayant beaucoup voyagé pendant les tournées, le manche a été changé un certain nombre de fois. Aujourd'hui, il n'y a plus de sticker sur le manche de la Frankenstrat. Cette guitare a une finition de bandes noires sur fond blanc, le fameux striping. La peinture utilisée pour cette guitare était de la peinture en bombe pour repeindre des vélos.

## LaBumblebee
Cette guitare moins connue a été utilisée en 1979 pendant l'enregistrement et la tournée de promotion de l'album Van Halen II. Elle a des caractéristiques très proches de la première Frankenstrat en termes de lutherie. Néanmoins on retrouve des caractéristiques au niveau de l’accastillage qui, lui, est très différent. Elle est équipée d'un vibrato prototype flottant de marque Floyd Rose et de finitions chrome. Sa peinture quant à elle reprend les motifs de la première Frankenstrat, mais avec des bandes jaunes sur fond noir. Le micro est un Humbucker DiMarzio Blanc avec un aimant de Humbucker PAF. Aujourd’hui, la guitare repose dans la tombe de Dimebag Darrell, guitariste du groupe Pantera.

## La Frankenstrat V2

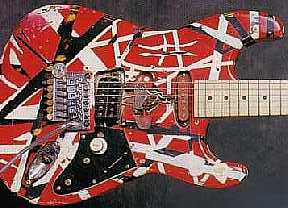
Frankenstrat V2

En 1979 Eddie ressort sa vieille Frankenstrat. Il décide de lui apporter plusieurs modifications, à commencer par le vibrato Floyd Rose. Eddie ajoute un vieux micro hors d'usage ainsi qu'un sélecteur rouillé placé en position « milieu », qui ne servent à rien. Eddie découpe la plaque noire originelle pour n'en récupérer que la partie où sont habituellement placés les boutons de potentiomètres et le sélecteur. La différence la plus visible est l'ajout d'une couche de peinture rouge par-dessus la couche originelle. On note aussi l'ajout de catadioptres sur le dos du corps afin de jouer avec les jeux de lumière présents sur scène. Une pièce de 25 centimes de dollar (un « quarter ») datant de 1971 est vissée près du vibrato afin de pouvoir bloquer ce dernier. Cette guitare étant la plus utilisée par Van Halen, son manche a été changé un grand nombre de fois.   
Aujourd'hui, ces trois guitares électriques sont reproduites en série par Fender sous le nom de EVH Striped Series.  
C'est avec une Frankenstrat que le solo de la chanson Beat It de Michael Jackson est joué par Van Halen.  
Une copie de la Frankenstrat V2 se trouve actuellement au Musée national d'histoire américaine de la Smithsonian Institution à Washington. Apparurent ensuite d'autres versions, notamment celle avec le manche Kramer.